# Л’Иль-ан-Додон
Л’Иль-ан-Додо́н (фр. L'Isle-en-Dodon, окс. L'Isla de Haut) — коммуна во Франции, находится в регионе Юг — Пиренеи. Департамент — Верхняя Гаронна. Административный центр кантона Л’Иль-ан-Додон. Округ коммуны — Сен-Годенс.
Код INSEE коммуны — 31239.

## География
Коммуна расположена приблизительно в 620 км к югу от Парижа, в 55 км к юго-западу от Тулузы.
По территории коммуны протекают реки Сав и Ларжо.

## Климат
Климат умеренно-океанический. Зима мягкая и снежная, весна характеризуется сильными дождями и грозами, лето сухое и жаркое, осень солнечная. Преобладают сильные юго-восточные и северо-западные ветры.

## Население
Население коммуны на 2010 год составляло 1984 человека.
| 1962 | 1968 | 1975 | 1982 | 1990 | 1999 | 2010 |
| ---- | ---- | ---- | ---- | ---- | ---- | ---- |
| 1779 | 2046 | 2022 | 2039 | 2037 | 1901 | 1984 |

## Администрация
| Период | Период | Фамилия        | Партия                  | Примечания |
| ------ | ------ | -------------- | ----------------------- | ---------- |
| 1977   | 1995   | Андре Барон    | Социалистическая партия |            |
| 1995   | 2014   | Жан-Луи Брус   | Социалистическая партия |            |
| 2014   | 2020   | Франсуа Карауэ |                         |            |

## Экономика
В 2010 году среди 1084 человек трудоспособного возраста (15—64 лет) 767 были экономически активными, 317 — неактивными (показатель активности — 70,8 %, в 1999 году было 67,9 %). Из 767 активных жителей работали 657 человек (334 мужчины и 323 женщины), безработных было 110 (50 мужчин и 60 женщин). Среди 317 неактивных 85 человек были учениками или студентами, 124 — пенсионерами, 108 были неактивными по другим причинам.

## Достопримечательности
- Церковь Св. Адриана (XIV век). Исторический памятник с 1907 года[4]
- Часовня Св. Петра
- Часовня Св. Роха
- Фортификационные укрепления XI века

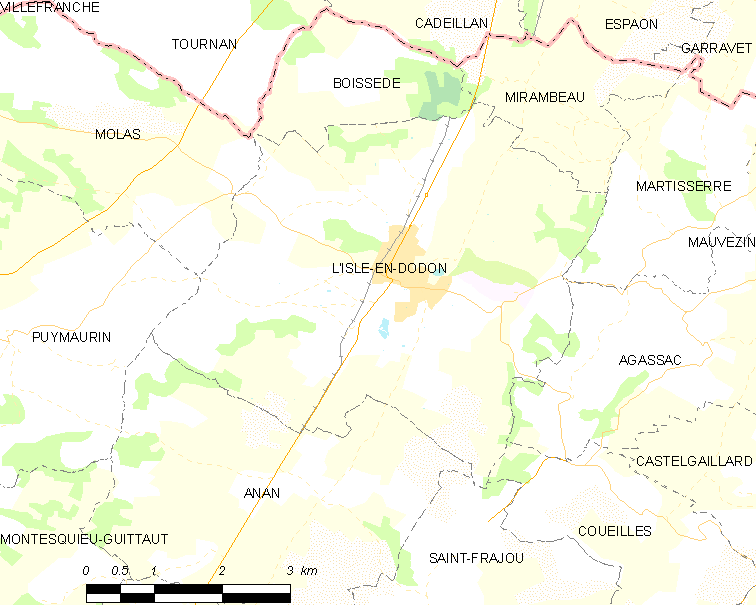
Карта коммуны